# Family Plan (2005)
Family Plan (englisch für ‚Familienplan‘) ist eine US-amerikanische Fernsehkomödie aus dem Jahr 2005 unter der Regie von David S. Cass Sr., geschrieben von Rick Gitelson, mit Tori Spelling und Greg Germann in den Hauptrollen. Der Film wurde in Los Angeles von Mat IV Productions in Zusammenarbeit mit Alpine Media und Larry Levinson Productions gedreht und von Hallmark Entertainment präsentiert. Die Premiere fand am 12. Februar 2005 auf dem Hallmark Channel im Rahmen der Valentinstagsfeier statt. Dies ist das Spielfilmdebüt von Chloë Grace Moretz.

## Handlung
Charlie arbeitet für ein Unternehmen, das von Walcott übernommen wird, der glaubt, dass Familienwerte Priorität haben. Die karriereorientierte Charlie lügt ein wenig, wenn sie unter dem Druck von Walcotts Maßstäben steht, und glaubt, dass sie im Reinen ist. Doch als Walcott sich zum Abendessen einlädt, leiht sie sich das Haus und die Tochter ihrer Freundin aus und engagiert den Schauspieler Buck, um für den Abend ihren Ehemann zu spielen. Der One-Night-Auftritt wird zu einem Vollzeitauftritt, als ihr Chef beschließt, das Haus nebenan für den Sommer zu mieten, was Charlie und Buck dazu zwingt, in dem von ihr geschaffenen falschen Lebensstil zusammenzubleiben.

## Rezeption
Hal Erickson vom All Movie Guide schrieb: „Family Plan wird wahrscheinlich jedem wie ein Hauch frischer Luft vorkommen, der Filme wie Der gebuchte Mann und Leih mir deinen Mann nicht gesehen hat oder sich nicht an die Fernsehsitcom Occasional Wife aus der Mitte der 1960er Jahre erinnern kann.“ Der Film wurde mit einer Einschaltquote von 1,4 uraufgeführt und von mehr als 1,9 Millionen alleinstehenden Zuschauern angesehen. Es gehörte auch zu Hallmark Channels dritthöchstem Tagesauftritt bis dato und wurde in der Haushaltsbewertung unter den Top 10 im betreffenden Zeitraum eingestuft (Platz 10).

## Belege und weiterführende Informationen
1. ↑  Hal Erickson: Family Plan (Memento vom 31. Januar 2024 im Internet Archive) bei AllMovie (englisch)
2. ↑  Futon Critic: Hallmark Channel Press Release 3/30/2005